# Delicate Sound of Thunder
Delicate Sound of Thunder è il secondo album dal vivo del gruppo musicale britannico Pink Floyd, pubblicato il 22 novembre 1988 dalla EMI in Europa (e successivamente in Giappone) e dalla Columbia/Sony nel resto del mondo.

## Descrizione
Si tratta della prima pubblicazione dal vivo dai tempi di Ummagumma. Dopo la pubblicazione di A Momentary Lapse of Reason, David Gilmour, Nick Mason e Richard Wright intrapresero una tournée mondiale culminata con la data al Nassau Veterans Memorial Coliseum di Long Island nell'agosto 1988, da cui è tratto il disco. La prima parte, fatta eccezione per Shine On You Crazy Diamond, è dedicata ai brani dell'album del 1987, mentre la seconda è incentrata su quelli tratti dagli album precedenti fino a The Wall.
Delicate Sound of Thunder fu inoltre il primo disco di un gruppo rock a essere suonato nello spazio: a distanza di sei giorni dall'uscita dell'album, il 28 novembre 1988 l'equipaggio franco-sovietico della navicella Sojuz TM-7, diretta verso la stazione spaziale Mir, portò con sé un'edizione cassetta da ascoltare durante la missione.
Nel 2019, in occasione dell'uscita del cofanetto The Later Years 1987-2019, il gruppo ha incluso un'edizione remixata dell'album con l'aggiunta di otto brani bonus esclusi dall'edizione originale nonché la versione video su DVD e BD, mai uscita in precedenza. Nel 2020 la nuova versione è stata distribuita separatamente dal box sotto forma di doppio CD, triplo LP, DVD e BD.

## Tracce

### Edizione del 1988
CD 1
1. Shine On You Crazy Diamond – 13:07 (Roger Waters, David Gilmour, Richard Wright)
2. Learning to Fly – 4:59 (David Gilmour, Anthony Moore, Bob Ezrin, Jon Carin)
3. Yet Another Movie – 6:45 (David Gilmour, Patrick Leonard)
4. Round and Around – 1:01 (David Gilmour)
5. Sorrow – 8:50 (David Gilmour)
6. The Dogs of War – 6:59 (David Gilmour, Anthony Moore)
7. On the Turning Away – 7:50 (David Gilmour, Anthony Moore)

CD 2
1. One of These Days – 5:24 (Roger Waters, David Gilmour, Richard Wright, Nick Mason)
2. Time – 6:35 (David Gilmour, Roger Waters, Nick Mason, Richard Wright)
3. Wish You Were Here – 5:03 (Roger Waters, David Gilmour)
4. Us and Them – 7:30 (Roger Waters, Richard Wright)
5. Money – 6:14 (Roger Waters)
6. Another Brick in the Wall Part II – 3:50 (Roger Waters)
7. Comfortably Numb – 8:53 (David Gilmour, Roger Waters)
8. Run Like Hell – 4:05 (David Gilmour, Roger Waters)

### Riedizione del 2019
CD 1
1. Shine On You Crazy Diamond Parts 1-5 – 12:09
2. Signs of Life – 3:18
3. Learning to Fly – 5:15
4. Yet Another Movie – 6:16
5. Round and Around – 0:34
6. A New Machine Part 1 – 1:35
7. Terminal Frost – 6:17
8. A New Machine Part 2 – 0:34
9. Sorrow – 10:25
10. The Dogs of War – 8:02
11. On the Turning Away – 9:13

CD 2
1. One of These Days – 6:18
2. Time – 5:18
3. On the Run – 2:48
4. The Great Gig in the Sky – 4:50
5. Wish You Were Here – 4:38
6. Welcome to the Machine – 7:45
7. Us and Them – 7:37
8. Money – 8:17
9. Another Brick in the Wall Part 2 – 5:26
10. Comfortably Numb – 9:54
11. One Slip – 6:08
12. Run Like Hell – 8:10

## Formazione
Gruppo
- David Gilmour – chitarra, voce
- Nick Mason – batteria
- Richard Wright – tastiere, voce

Altri musicisti
- Jon Carin – tastiera, voce
- Tim Renwick – chitarra, voce
- Guy Pratt – basso, voce
- Gary Wallis – percussioni
- Scott Page – sassofono
- Margret Taylor – cori
- Rachel Fury – cori
- Durga McBroom – cori

Produzione
- David Gilmour – produzione
- Buford Jones – missaggio
- Larry Wallace – assistenza al missaggio
- Tristan Powell – assistenza tecnica
- David Gleeson – assistenza tecnica
- Dave Hewitt – registrazione
- Robert "Ringo" Hrycyna – assistenza alla registrazione

## Classifiche
| Classifica (1988-2020) | Posizione massima |
| ---------------------- | ----------------- |
| Australia              | 4                 |
| Austria                | 15                |
| Belgio (Fiandre)       | 36                |
| Belgio (Vallonia)      | 17                |
| Canada                 | 86                |
| Finlandia              | 16                |
| Germania               | 5                 |
| Italia                 | 8                 |
| Norvegia               | 2                 |
| Nuova Zelanda          | 4                 |
| Paesi Bassi            | 8                 |
| Portogallo             | 3                 |
| Regno Unito            | 11                |
| Spagna                 | 18                |
| Stati Uniti            | 11                |
| Svezia                 | 14                |
| Svizzera               | 4                 |